# Brunhielm
Brunhielm är en svensk adelsätt, med nummer 1746 i Riddarhuset.

## Historik
Johan Brun föddes 1665 i Västervik och var son till regementskvartermästaren Gudmund Brun i Östgöta kavalleriregemente och Anna Månsdotter. Han adlades 27 september 1704 till Brunhielm och introducerades i Sveriges Riddarhus 1723 som nummer 1746. Brunhielms söner Johan Brunhielm och Alexander Brunhielm blev även de soldater och arbetade som kornetter. Ätten utdog på manssidan när sonen Johan Brunhielm avled 26 maj 1734.

## Medlemmar i släkten Brunhielm
- Johan Brunhielm (1665–1731), överstelöjtnant.[1]
  - Johan Brunhielm (död 1734), kornett.[1]
  - Alexander Brunhielm, kornett.[1]